# Invorio
Invorio (piemontiul: Invò) település Olaszországban, Piemont régióban, Novara megyében. Lakosainak száma 4280 fő (2023. január 1.). Invorio Arona, Borgomanero, Briga Novarese, Gattico-Veruno, Meina, Ameno, Bolzano Novarese, Colazza, Gozzano és Paruzzaro községekkel határos.

## Népesség
A település lakossága az elmúlt években az alábbi módon változott:
| Lakosok száma | 4469 | 4439 | 4280 |
|               | 2017 | 2018 | 2023 |